# Linea Shōnan-Shinjuku
La linea Shōnan-Shinjuku (湘南新宿ライン?, Shōnan-Shinjuku Rain) è un servizio ferroviario giapponese che percorre le linee Ryōmō, Takasaki, Utsunomiya, Yamanote, Yokosuka e Tōkaidō nell'area della Grande Tokyo e unisce la stazione di Ōfuna con quelle di Takasaki, Ōmiya e Utsunomiya passando per la stazione di Shinjuku al centro di Tokyo. La relazione è gestita da JR East.

## Servizi
I servizi sulla linea Shōnan-Shinjuku sono spiegati qui di seguito:

### Linea Utsunomiya—Linea Yokosuka
- Locale Shōnan-Shinjuku (Linea Utsunomiya: Locale; Ōmiya–Ōfuna: Locale; Linea Yokosuka: Locale)
  - Il servizio è iniziato il 1º dicembre 2001
  - Un treno all'ora percorre il tragitto Koganei (a volte da Utsunomiya - Zushi; durante l'ora di punta i treni sono 2-3 all'ora. A volte i treni provengono/si dirigono a Ōfuna o da Koga la mattina dei giorni feriali.
  - La maggior parte dei treni sono composti da 15 carrozze. Alcuni fermano a Koganei per essere separati o uniti, dove la porzione a 10 carrozze prosegue verso nord. Altri treni sono composti da 10 carrozze per tutta la durata del percorso.
- Locale Shōnan-Shinjuku / Rapido Shōnan-Shinjuku (Linea Utsunomiya: Rapido; Ōmiya–Ōfuna: Locale; Linea Yokosuka Line: Locale)
  - Il servizio è iniziato il 16 ottobre 2004
  - Dalla mattina a mezzogiorno i treni sono operati una volta per ora fra Utsunomiya e Zushi (alcuni da/per Ōfuna). I treni operano come rapidi nel percorso della linea Utsunomiya e come locali nella linea Yokosuka. Quiesti treni sostituiscono il servizio Rabbit durante il giorno.
  - La maggior parte dei treni viaggiano composti da 15 carrozze. Alcuni fermano a Koganei per essere separati o uniti, dove la porzione a 10 carrozze prosegue verso nord. Altri treni sono composti da 10 carrozze per tutta la durata del percorso.

### Linea Takasaki—Linea Tōkaidō
- Locale Shōnan-Shinjuku / Rapido Shōnan-Shinjuku (Linea Takasaki: Locale; Ōmiya–Ōfuna: Rapido; Linea Tōkaidō: Locale)
  - Il servizio è iniziato il 1º dicembre 2001.
  - Un treno all'ora fra Kagohara e Hiratsuka (alcuni da/per Kōzu). Durante l'ora di punta quando non c'è il servizio rapido speciale, questo aumenta a 2-3 treni per ora, con alcuni provenienti da Takasaki, Kōzu, e Odawara. Alcuni treni della mattina in direzione sud operano da Maebashi via la linea Ryōmō; un treno mattutino dei giorni feriali è operato da Fukaya.
  - Ad eccetto di una coppia verso nord e sud la mattina, tutti i treni sono operati con 15 carrozze a sud di Kagohara, dove vengono divisi o ricomposti. A nord di Kagohara i treni sono a 10 carrozze, mentre quello proveniente da Fukaya è composto da 15.
- Rapido Shōnan-Shinjuku (Linea Takasaki: Rapido speciale; Ōmiya–Ōfuna: Rapido speciale; Tōkaidō Line: Rapido speciale
  - Il servizio è iniziato il 16 ottobre 2004
  - Un treno all'ora per tutto il giorno. Il servizio sostituisce l'Urban fra Ueno e Takasaki. Ad eccetto del primo treno diretto a nord, che parte da Hiratsuka, tutti i treni percorrono il tratto Takasaki - Odawara.
  - Ad eccetto di due coppie nei giorni settimanali, tutti i treni sono operati con 15 carrozze a sud di Kagohara, dove vengono divisi o ricomposti. A nord di Kagohara i treni sono a 10 carrozze.
  - Nei weekend e durante le vacanze pubbliche due servizi da/per Odawara sono estesi a Atami e fermano anche a Manazuru e Yugawara.

## Stazioni
- Simboli delle aree …
  - ：Area della linea Yamanote
  - ：Area urbana di Tokyo
  - ：Area urbana di Yokohama

| Linea ufficiale                                                  | Nome stazione                                                    | Giapponese                                                       | Distanza totale                                                  | Distanza da Shinjuku                                             | Linea Shōnan-Shinjuku Tipologie | Linea Shōnan-Shinjuku Tipologie | Linea Shōnan-Shinjuku Tipologie | Linea Shōnan-Shinjuku Tipologie | Collegamenti | Posizione | Posizione | Posizione |
| Linea ufficiale                                                  | Nome stazione                                                    | Giapponese                                                       | Distanza totale                                                  | Distanza da Shinjuku                                             | Locale                          | Locale ※1                       | Rapido ※2                       | Rapido Speciale                 | Collegamenti | Posizione | Posizione | Posizione |
| ---------------------------------------------------------------- | ---------------------------------------------------------------- | ---------------------------------------------------------------- | ---------------------------------------------------------------- | ---------------------------------------------------------------- | ------------------------------- | ------------------------------- | ------------------------------- | ------------------------------- | --- | --- | --- | --- |
|                                                                  |                                                                  |                                                                  |                                                                  |                                                                  |                                 |                                 |                                 |                                 | | | | |
| Servizio diretto per                                             | Servizio diretto per                                             | Servizio diretto per                                             | Servizio diretto per                                             | Servizio diretto per                                             | Linea Utsunomiya                | Linea Utsunomiya                | Linea Takasaki                  | Linea Takasaki                  | ○Linea Utsunomiya (linea principale Tōhoku) fino a Koganei・Utsunomiya ○Linea Takasaki fino a Kagohara・Takasaki e Maebashi via linea Ryōmō | ○Linea Utsunomiya (linea principale Tōhoku) fino a Koganei・Utsunomiya ○Linea Takasaki fino a Kagohara・Takasaki e Maebashi via linea Ryōmō | ○Linea Utsunomiya (linea principale Tōhoku) fino a Koganei・Utsunomiya ○Linea Takasaki fino a Kagohara・Takasaki e Maebashi via linea Ryōmō | ○Linea Utsunomiya (linea principale Tōhoku) fino a Koganei・Utsunomiya ○Linea Takasaki fino a Kagohara・Takasaki e Maebashi via linea Ryōmō |
| Tipologie di treni della sezione Linea Utsunomiya-Linea Takasaki | Tipologie di treni della sezione Linea Utsunomiya-Linea Takasaki | Tipologie di treni della sezione Linea Utsunomiya-Linea Takasaki | Tipologie di treni della sezione Linea Utsunomiya-Linea Takasaki | Tipologie di treni della sezione Linea Utsunomiya-Linea Takasaki | Locale                          | Rapido                          | Locale                          | Rapido Speciale                 | | | | |
| Linea princ. Tōhoku                                              | Ōmiya                                                            | 大宮                                                             | -                                                                | 27.4                                                             | ●                               | ●                               | ●                               | ●                               | ■ Tōhoku Shinkansen ■ Jōetsu Shinkansen ■ Hokuriku Shinkansen ■ Akita Shinkansen ■ Yamagata Shinkansen ■ Linea principale Tōhoku ■ Linea Takasaki ■ Linea Keihin-Tōhoku ■ Linea Saikyō ■ Linea Kawagoe ■ Narita Express ● Linea Tōbu Noda ● Linea Ina | Saitama | Saitama | Ōmiya-ku |
| Linea princ. Tōhoku                                              | Urawa                                                            | 浦和                                                             | 6.1                                                              | 21.3                                                             | ●                               | ●                               | ●                               | ●                               | ■ Linea Keihin-Tōhoku | Saitama | Saitama | Urawa-ku |
| Linea princ. Tōhoku                                              | Akabane                                                          | 赤羽                                                             | 11.0                                                             | 10.3                                                             | ●                               | ●                               | ●                               | ●                               | ■ Linea principale Tōhoku ■ Linea Takasaki ■ Linea Keihin-Tōhoku ■ Linea Saikyō | Tokyo | Kita | Kita |
| Linea Yamanote                                                   | Ikebukuro                                                        | 池袋                                                             | 5.5                                                              | 4.8                                                              | ●                               | ●                               | ●                               | ●                               | Linea Yūrakuchō Linea Marunouchi Linea Fukutoshin ■ Linea Saikyō ■ Linea Shōnan-Shinjuku ■ Linea Yamanote ● Linea Tōbu Tōjō ● Linea Seibu Ikebukuro                                                                                                   | Tokyo | Toshima | Toshima |
| Linea Yamanote                                                   | Shinjuku                                                         | 新宿                                                             | 4.8                                                              | 0.0                                                              | ●                               | ●                               | ●                               | ●                               | Linea Shinjuku Linea Ōedo Linea Marunouchi ■ Linea Saikyō ■ Linea Yamanote ■ Linea Chūō ■ Linea Chūō-Sōbu ■ Linea Chūō Rapida ● Linea Keiō ● Linea Odakyū Odawara                                                                                     | Tokyo | Shinjuku | Shinjuku |
| Linea Yamanote                                                   | Shinjuku                                                         | 新宿                                                             | 4.8                                                              | 0.0                                                              | ●                               | ●                               | ●                               | ●                               | Linea Shinjuku Linea Ōedo Linea Marunouchi ■ Linea Saikyō ■ Linea Yamanote ■ Linea Chūō ■ Linea Chūō-Sōbu ■ Linea Chūō Rapida ● Linea Keiō ● Linea Odakyū Odawara                                                                                     | Tokyo | Shibuya | |
| Linea Yamanote                                                   | Shibuya                                                          | 渋谷                                                             | 3.4                                                              | 3.4                                                              | ●                               | ●                               | ●                               | ●                               | ■ Linea Saikyō ■ Linea Yamanote Linea Ginza Linea Hanzōmon Linea Fukutoshin ● Linea Keiō Inokashira ● Linea Tōkyū Den-en-toshi ● Linea Tōkyū Tōyoko                                                                                                   | Tokyo | | |
| Linea Yamanote                                                   | Ebisu                                                            | 恵比寿                                                           | 1.6                                                              | 5.0                                                              | ●                               | ●                               | ●                               | ｜                              | ■ Linea Yamanote Linea Hibiya | Tokyo | | |
| Linea Yamanote                                                   | Ōsaki                                                            | 大崎                                                             | 3.6                                                              | 8.6                                                              | ●                               | ●                               | ●                               | ●                               | ■ Linea Yamanote ■ Linea Saikyō ● Linea Rinkai | Tokyo | Shinagawa | Shinagawa |
| Linea princip. Tōkaidō                                           | Nishi-Ōi                                                         | 西大井                                                           | 5.6                                                              | 14.2                                                             | ●                               | ●                               | ｜                              | ｜                              | ■ Linea Yokosuka (Shinagawa) | Tokyo | Shinagawa | Shinagawa |
| Linea princip. Tōkaidō                                           | Musashi-Kosugi                                                   | 武蔵小杉                                                         | 6.4                                                              | 20.6                                                             | ●                               | ●                               | ●                               | ●                               | ■ Linea Nambu ● Linea Tōkyū Meguro | Kanagawa | Kawasaki | Nakahara-ku |
| Linea princip. Tōkaidō                                           | Shin-Kawasaki                                                    | 新川崎                                                           | 2.7                                                              | 23.3                                                             | ●                               | ●                               | ｜                              | ｜                              | | Kanagawa | Kawasaki | Saiwai-ku |
| Linea princip. Tōkaidō                                           | Yokohama                                                         | 横浜                                                             | 12.2                                                             | 35.5 (33.6)                                                      | ●                               | ●                               | ●                               | ●                               | ■ Linea Yokohama ■ Linea Negishi ■ Linea principale Tōkaidō ● Linea Tōkyū Tōyoko ● Linea Keikyū principale ● Linea Sagami principale Linea blu ● Linea Minatomirai                                                                                    | Kanagawa | Yokohama | Nishi-ku |
| Linea princip. Tōkaidō                                           | Hodogaya                                                         | 保土ヶ谷                                                         | 3.0                                                              | 38.5 (36.6)                                                      | ●                               | ●                               | ｜                              | ｜                              | | Kanagawa | Yokohama | Hodogaya-ku |
| Linea princip. Tōkaidō                                           | Higashi-Totsuka                                                  | 東戸塚                                                           | 4.9                                                              | 43.4 (40.5)                                                      | ●                               | ●                               | ｜                              | ｜                              | | Kanagawa | Yokohama | Totsuka-ku |
| Linea princip. Tōkaidō                                           | Totsuka                                                          | 戸塚                                                             | 4.2                                                              | 47.6 (44.7)                                                      | ●                               | ●                               | ●                               | ●                               | ■ Linea principale Tōkaidō Linea blu | Kanagawa | Yokohama | Totsuka-ku |
| Linea princip. Tōkaidō                                           | Ōfuna                                                            | 大船                                                             | 5.6                                                              | 53.2 (50.3)                                                      | ●                               | ●                               | ●                               | ●                               | ■ Linea principale Tōkaidō (servizi diretti) ■ Linea Yokosuka (servizi diretti) ■ Linea Negishi Monorotaia Shōnan | Kanagawa | Yokohama | Sakae-ku |
| Linea princip. Tōkaidō                                           | Ōfuna                                                            | 大船                                                             | 5.6                                                              | 53.2 (50.3)                                                      | ●                               | ●                               | ●                               | ●                               | ■ Linea principale Tōkaidō (servizi diretti) ■ Linea Yokosuka (servizi diretti) ■ Linea Negishi Monorotaia Shōnan | Kanagawa | Kamakura | |
| Tipologie dei treni della sezione Linea Yokosuka - Linea Tōkaidō | Tipologie dei treni della sezione Linea Yokosuka - Linea Tōkaidō | Tipologie dei treni della sezione Linea Yokosuka - Linea Tōkaidō | Tipologie dei treni della sezione Linea Yokosuka - Linea Tōkaidō | Tipologie dei treni della sezione Linea Yokosuka - Linea Tōkaidō | Locale                          | Locale                          | Locale                          | Rapido Speciale                 | | | | |
| Prosecuzione dei treni su...                                     | Prosecuzione dei treni su...                                     | Prosecuzione dei treni su...                                     | Prosecuzione dei treni su...                                     | Prosecuzione dei treni su...                                     | Linea Yokosuka                  | Linea Yokosuka                  | Linea principale Tōkaidō        | Linea principale Tōkaidō        | ○Linea Yokosuka per Zushi (alcuni treni terminano a Ōfuna) ○Linea Tōkaidō per Hiratsuka・Kōzu・Odawara | ○Linea Yokosuka per Zushi (alcuni treni terminano a Ōfuna) ○Linea Tōkaidō per Hiratsuka・Kōzu・Odawara                                      | ○Linea Yokosuka per Zushi (alcuni treni terminano a Ōfuna) ○Linea Tōkaidō per Hiratsuka・Kōzu・Odawara                                      | ○Linea Yokosuka per Zushi (alcuni treni terminano a Ōfuna) ○Linea Tōkaidō per Hiratsuka・Kōzu・Odawara                                      |